# Nassarius olivaceus
Nassarius olivaceus, tên tiếng Anh: Olivaceous Nassa, là một loài ốc biển, là động vật thân mềm chân bụng sống ở biển thuộc họ Nassariidae.

## Miêu tả
Kích thước vỏ ốc khoảng 25 mm và 50 mm

## Phân bố
Loài này phân bố ở Ấn Độ Dương dọc theo Madagascar, Mauritius và Tanzania.

## Sinh vật ký sinh
- Loài giống Stephanostomum từ Australia: Cercaria capricornia VII[2]